# Arekowe
Arekowe, palmowe (Arecidae Takht.) – podklasa roślin należących do klasy jednoliściennych wyróżniana w niektórych systemach klasyfikacyjnych. Obejmuje rośliny z jednego rzędu arekowców (Arecales). Należą tu głównie rośliny tropikalne, o pniu wysokim, nierozgałęzionym, wykazującym wtórny przyrost na grubość. Na szczycie pnia najczęściej pióropusz pierzastych liści. Małe, niepozorne kwiaty, zazwyczaj są wiatropylne. Przedstawiciele to kokos właściwy, daktylowiec właściwy. We współczesnych systemach APG podklasy nie są wyróżniane.

## Systematyka
Pozycja w systemie Reveala (1993–1999)
Gromada okrytonasienne, podgromada Magnoliophytina, klasa jednoliścienne.
Podział systematyczny systemu Reveala (1993–1999)
- Nadrząd: Arecanae Takht.
  - Rząd: arekowce, palmowce (Arecales Bromhead )
    - Rodzina: arekowate, palmy, palmowate (Arecaceae Schultz Sch.)